# Crambe wildpretii
Crambe wildpretii là một loài thực vật có hoa trong họ Cải. Loài này được Prina & Bramwell mô tả khoa học đầu tiên năm 2000.